# Andròmaca (Eurípides)

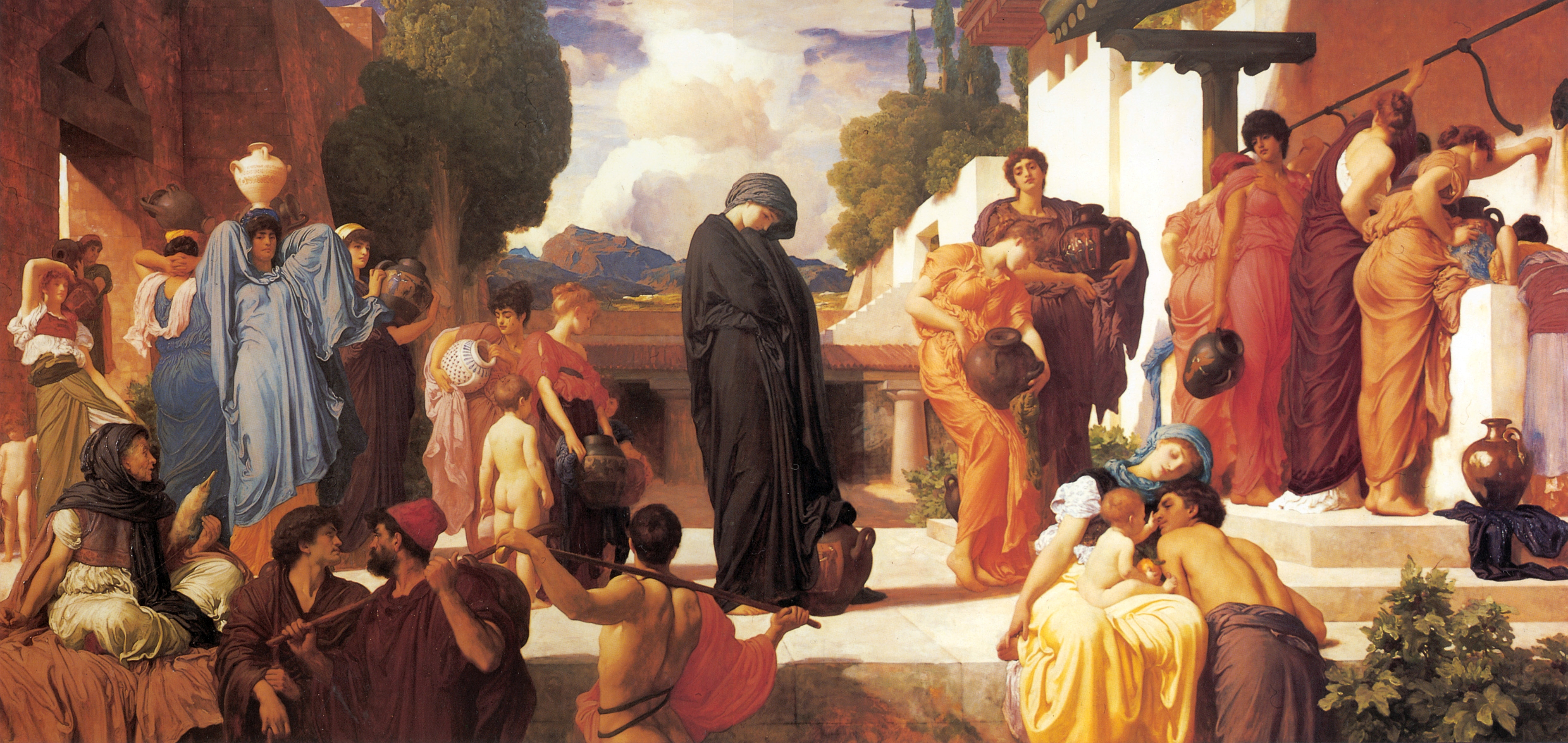
Andròmaca en captivitat, Frederic Leighton (1886)

Andròmaca (en grec: Ανδρομάχη) és una tragèdia d'Eurípides, datada cap al 425 aC.

## Argument
Andròmaca, que havia estat esposa d'Hèctor, després del saqueig de Troia, havia estat conduïda a la ciutat de Ftia i presa com a esclava per Neoptòlem, el fill d'Aquil·les. Amb el seu amo havia tingut un fill. Tanmateix, més endavant, Neoptòlem s'havia casat amb Hermíone.
Neoptòlem havia anat a Delfos per intentar guanyar-se el favor d'Apol·lo. Mentrestant, Hermíone i el seu pare Menelau desitjaven la mort d'Andròmaca i del seu fill, i ella, després d'haver enviat en secret el seu fill a un altre lloc, s'havia refugiat al santuari de Tetis per intentar protegir-s'hi.

## Converses al santuari
Una esclava informa Andròmaca que el seu fill corre perill, ja que Menelau ha partit amb la intenció de trobar-lo i matar-lo. Andròmaca envia aleshores, a través de l'esclava, un missatge a l'ancià rei Peleu, avi de Neoptòlem.
En aquest moment, arriba Hermíone, que acusa Andròmaca de ser la responsable de la seva esterilitat i que per això és odiada pel seu marit. Andròmaca replica que la causa d'aquest odi no és pas cap verí que hagi preparat per a propiciar l'esterilitat d'Hermíone, sinó pel seu orgull i gelosia.
Hermíone es disposa a matar Andròmaca, i l'insta a sortir del santuari, però ella s'hi nega. Poc després, apareix Menelau amb el fill d'Andròmaca i li diu que, si no abandona el santuari, li matarà el fill. Andròmaca replica que si ell i la seva filla cometen un crim, seran jutjats i, a més, Neoptòlem se'n venjarà.
Finalment, Andròmaca abandona el santuari i és feta presonera per Menelau. L'informa que serà executada i que Hermíone decidirà sobre la vida del fill.

## Intervenció de Peleu
L'ancià Peleu hi arriba i tracta d'impedir la mort d'Andròmaca i el seu fill. Discuteix amb Menelau i li retreu que va intentar recuperar Helena i la covardia que després mostrà a Troia. Menelau respon a Peleu que ell també hauria d'odiar Andròmaca per ser parent del que assassinà el seu fill Aquil·les, que seria deshonrós que si Hermíone no té fills hagi de regnar el fill d'una estrangera i que Helena no marxà per voluntat pròpia, sinó per voluntat dels déus.
Peleu es disposa a deslligar les mans d'Andròmaca. Menelau no s'atreveix a impedir-li-ho i anuncia que ha de tornar a Esparta, però que hi tornarà per exigir que Andròmaca sigui castigada.

## Aparició d'Orestes
Hermíone, després que el seu pare marxés, i preveient que quan Neoptòlem torni la repudiarà per haver intentat matar Andròmaca i el seu fill, intenta suïcidar-se, però els criats li ho impedeixen.
Aleshores, arriba Orestes, fill d'Agamèmnon i Clitemnestra, que es dirigia a l'oracle de Dodona i, en passar per Ptia, cerca notícies d'Hermíone, que havia estat promesa a ell abans que Menelau canviés d'opinió i l'oferís a Neoptòlem.
Hermíone li suplica que la protegeixi i així poder escapar amb ell a Esparta. Orestes hi accedeix i, a més a més, idea un pla per matar Neoptòlem.

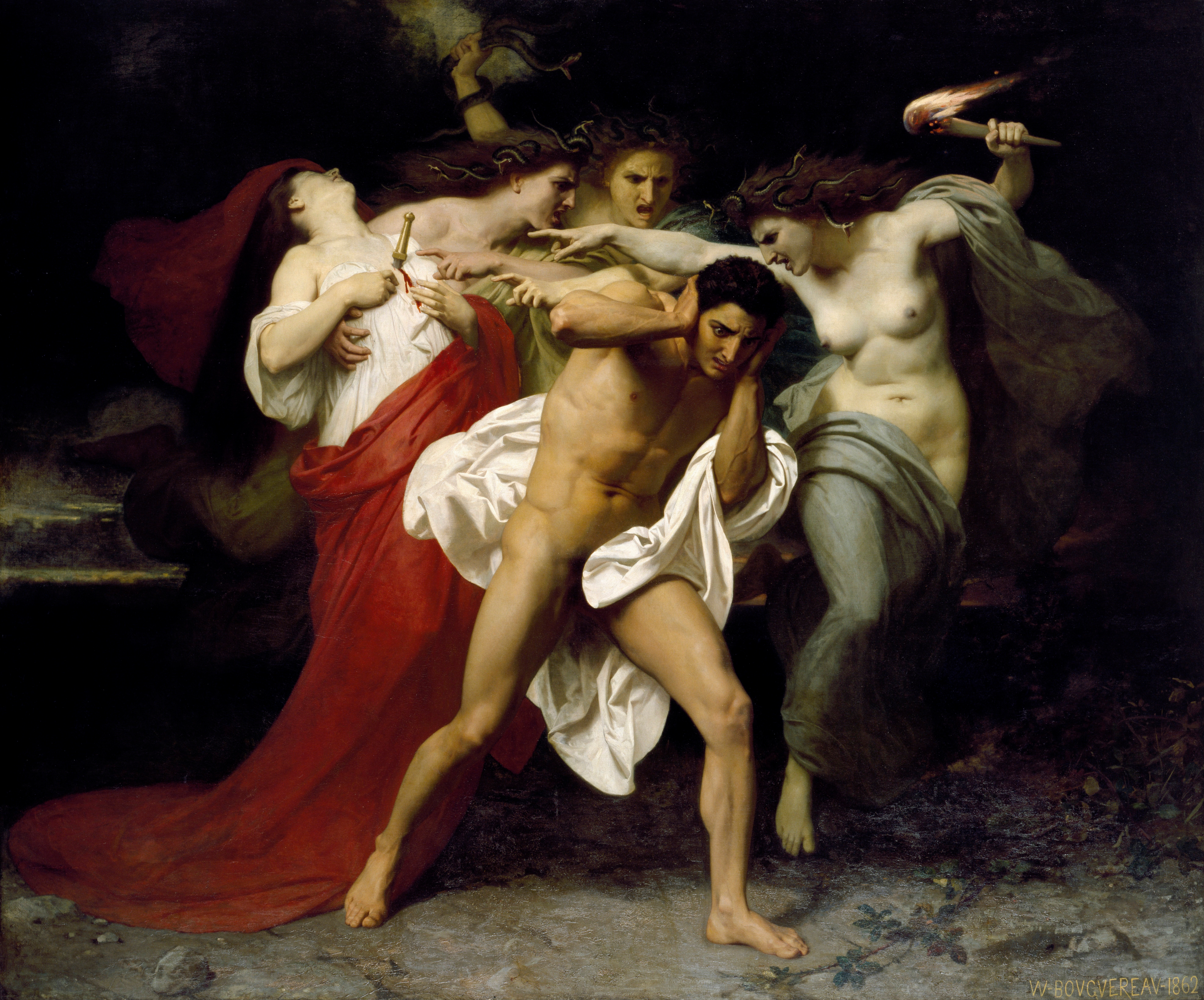
Orestes perseguit per les Erínies, de William-Adolphe Bouguereau

## Mort de Neoptòlem
Un missatger informa l'ancià Peleu que el seu net Neoptòlem ha estat assassinat per homes de Delfos i per Orestes. Orestes havia anat dient a la població de Delfos que Neoptòlem es disposava a destruir el temple d'Apol·lo i, per tant, no van creure Neoptòlem quan ell digué als endevins que arribava en missió pietosa, i va ser lapidat.
Finalment, apareix la nereida Tetis, que havia estat esposa de Peleu i li ordena que enterri el seu net a Delfos. A més a més, disposa que Andròmaca es casi amb Helen, un fill de Príam que havia sobreviscut, i que vagi a viure a Molossos juntament amb el seu fill, i anuncia a Peleu que quan mori habitarà al costat seu al fons del mar.